# 真實質量
天文學中的真實質量是行星真正的質量，和經由徑向速度量測得到的質量下限是不同的。確定行星真實質量的方式包含了量測衛星和行星的距離以及軌道週期，較先進的天文測量技術則可以藉由量測在同一個恆星系統中其他行星的運動，並結合包含凌星觀測的徑向速度方式（這表示系統是極低軌道傾角的狀態）和包含視差量測的徑向速度方式（同時決定軌道傾角）得知行星真實質量。